# Haliczky Antal (múzeumigazgató)
Haliczky Antal (Buda, 1788. október 16. – Pest, 1837. június 27.) író, a Magyar Nemzeti Múzeum régiségtárának őre, Haliczky András Frigyes fia.

## Élete
1808. október 25-én a múzeumi könyvtárhoz írnokká (fekete bankóban 400 forinttal), 1814. november 25-én ugyanott a nádor által régiségtári őrré neveztetett ki. 1816. június 26-án évdíja 100 forintól 1000 forintra emelkedett váltó cédulákban. 1822. november 25-től, Miller Jakab Ferdinánd múzeumi igazgató halálával, a múzeumi igazgatói teendőket, mint legidősebb őrre, reá ruházták; ezen teendők alól a nádor 1837. május 12-én huzamos betegsége miatt felmentette.
Cikkei az Acta litteraria musei nationalis Hungarici, Budae, 1818. c. munkában: (Sexagena inscriptionum quae ex monumentis romanis in horto musei nationalis Hungarici publice expositis transumtae sunt per A. Halitzky, interprete Jac. Ferd. Miller de Brassó.), a Tudományos Gyűjteményben (1817. III. Rövid leírása egy ólom-táblácskának, melyet Kehrer József úr a nemz. múzeumnak szentelt, 1820. III. Pesti Duna partján a régi római Aquincum által ellenében felállított hidvárról, 1821. I. Pénzekről és pénztudományról, 1823. XI. Szombathelyi római régiségek, XII. 1824. I-IV. Pénztudományos jegyzések, 1824. III. IV. Némely római emlékkövekről, X. Észrevételek Dálnoky Márton levelére a római régiségekről.)

## Munkái
- Rövid értekezés Salonai Juno Isten-asszonynak kisded rézképéről (statuájáról). Buda, 1817
- Consignatio variorum nummorum memorialium, qui in musei nationalis hungarici numophylacio desunt. Pestini, 1824

Latin levelei Horvát Istvánhoz Pestről 1826-32-ig összesen nyolc darab a Magyar Nemzeti Múzeum kézirattárában.